# Júnior Ponce
Júnior Ponce, mit vollem Namen Alexander Júnior Ponce Pardo (* 16. Februar 1994 in Callao), ist ein peruanischer Fußballspieler. Er stand vom Januar 2013 bis Dezember 2016 bei der TSG 1899 Hoffenheim unter Vertrag, stand hier aber zu keiner Zeit im Kader.

## Karriere
Er spielte von seinem 9. Lebensjahr bis zu seinem 17. Lebensjahr für die Academia Deportiva Cantolao. Nach der U-17-Südamerikameisterschaft in Ecuador 2011 wurde der mexikanische Club CF Pachuca auf ihn aufmerksam und verpflichtete ihn für vier Jahre. Ende 2011 entschied er sich in seine Heimat Peru zurückzukehren und unterschrieb einen Dreijahresvertrag bei Alianza Lima.
Anfang Januar 2013 unterschrieb Ponce einen Vertrag bis zum 30. Juni 2017 beim deutschen Bundesligisten TSG 1899 Hoffenheim, wurde daraufhin aber sofort an den brasilianischen Club EC Pelotas verliehen. Im Juli 2013 kehrte Ponce zunächst bis Jahresende auf Leihbasis zu Alianza Lima zurück. Anfang Januar 2014 wurde die Leihe bis zum 31. Dezember 2014 verlängert.
Im Juli 2014 wurde die Leihe vorzeitig beendet und Ponce wechselte für die Saison 2014/15 auf Leihbasis in die portugiesische Primeira Liga zu Vitória Setúbal. Im Juli 2015 wurde Ponce wieder in seine Heimat an Universidad San Martín ausgeliehen. Der Klub übernahm den Spieler im Januar 2017 fest.
Bereits zur Saison 2018 wechselte Ponce erneut. Er ging zu Universidad Cajamarca. Auch hier blieb er nur ein Jahr und wechselte dann erneut, er schloss sich dem AD Cantolao an. 2021 ging es zum CD Los Chankas, 2022 zum Santos FC (Peru) und 2023 zum FC Carlos Stein.

## Nationalmannschaft
Ponce war Teil verschiedener Jugend-Nationalmannschaften Perus. Im Jahr 2011 war er Teil der U-17 Nationalmannschaft Perus, die bei den U-17-Südamerikameisterschaften in Ecuador antrat. Ursprünglich sollte Ponce auch Teil der peruanischen Auswahl bei den U-20-Südamerikameisterschaften in Argentinien sein, wurde allerdings aus disziplinarischen Gründen im Vorfeld des Turniers aus dem Kader gestrichen.

## Erfolge
Alianza Lima
- Copa Inca: 2014